# Jo Körver
Jo Körver (Elsloo, 17 oktober 1951) is een Nederlands voormalig voetballer. Hij stond onder contract bij Roda JC en Go Ahead Eagles.